# Haut fonctionnaire au développement durable
Pour les articles homonymes, voir Haut fonctionnaire.
Les hauts fonctionnaires au développement durable (HFDD) sont des hauts fonctionnaires français chargés de contribuer à la coordination et à l'évaluation des politiques publiques en matière de développement durable au sein de chaque ministère.

## Rôle
La fonction de haut fonctionnaire au développement durable (HFDD) a été instituée par le décret du 21 février 2003 puis codifiée par le code de l’environnement (art D134-11) qui indiquent que « chaque ministre désigne un haut fonctionnaire chargé de préparer la contribution de son administration à la stratégie nationale de développement durable, de coordonner l'élaboration des plans d'actions correspondants et d'en suivre l'application ».
Ces missions ont été réaffirmées par la circulaire du Premier ministre du 27 septembre 2010, demandant également aux HFDD de rendre compte annuellement de leurs actions développement durable au délégué interministériel au développement durable. Plus généralement, cette circulaire souligne le rôle des hauts fonctionnaires pour l'amélioration de la coordination au sein des ministères et pour l'évaluation des politiques publiques en matière de développement durable. 
Outre la contribution des HFDD à l'élaboration et à la mise en œuvre de la stratégie nationale de développement durable (mise en place de déclinaisons ministérielles, contribution au rapport annuel au Parlement, etc.), les hauts fonctionnaires ont été étroitement associés au suivi de la mise en œuvre gouvernementale des mesures issues des conférences environnementales à travers les lettres de cadrage pour la transition écologique. 
Depuis l'adoption de l'Agenda 2030 par l'Organisation des Nations unies, en septembre 2015, les HFDD sont également mobilisés pour la mise en œuvre des Objectifs de développement durable en France.

## Mission du comité
Les HFDD constituent un comité, présidé par le délégué interministériel au développement durable qui anime et coordonne, au nom du Premier ministre, l’action des administrations de l’État en faveur du développement durable. Ce comité est notamment chargé de préparer les délibérations du comité interministériel pour le développement durable.